# Lahomea (Aldeia)
Lahomea ist eine osttimoresische Aldeia im Suco Lahomea (Verwaltungsamt Maliana, Gemeinde Bobonaro). 2015 lebten in der Aldeia 455 Menschen.

## Geographie
Lahomea liegt im östlichen Hauptgebiet des Sucos Lahomea. Nordwestlich liegt die Aldeia Maliana und östlich die Aldeia Galusapulu. Im Norden grenzt Lahomea an den Suco Ritabou, im Nordwesten an den Suco Raifun, im Südwesten an den Suco Holsa und im Süden an den Suco Tapo/Memo. Der Biapelu bildet die Grenze zur Aldeia Maliana, der Bulobo (Buloho) die Grenze zu Ritabou und der Gimetan entspringt in Lahomea und fließt nach Norden. Diese kleinen Wasserläufe sind Zuflüsse des Nunuras.
Durch die Aldeia führt die Überlandstraße von Maliana nach Bobonaro. An ihr liegen, wie an einer Perlenschnur aufgereiht von Nordwesten nach Südosten die Siedlungen Haubai, Lahomea, Lesubotang und Lesuboten. Im Ort Lahomea gibt es eine Grundschule und eine Sendeanlage der Telkomcel.

## Politik
2023 wurde Manuel Mali Daci zum Chefe de Aldeia gewählt.